# التمای
التمای (به لاتین: Altmäe) یک روستا در استونی است که در شهرستان تارتو واقع شده‌است.